# Густаво Боржес
Густаво Боржес (порт. Gustavo Borges, 2 грудня 1972) — бразильський плавець.
Призер Олімпійських Ігор 1992, 1996, 2000 років, учасник 2004 року.
Призер Чемпіонату світу з водних видів спорту 1994 року.
Чемпіон світу з плавання на короткій воді 1993, 1995, 1997 років, призер 2002 року.
Переможець Панамериканських ігор 1991, 1995, 1999, 2003 років.
Призер літньої Універсіади 1995 року.